# Леблан, Мэтт
Мэ́ттью Сти́вен Лебла́н (англ. Matthew Steven LeBlanc [ˈmæθjuː ˈstiːvən ləˈblɒŋk]; род. 25 июля 1967) — американский актёр. Наиболее известен исполнением роли Джоуи Триббиани в телесериале «Друзья» (1994—2004), а также в его продолжении «Джоуи» (2004—2006). В 2011 году вернулся на телевидение в сериале «Эпизоды», где предстал в образе вымышленной версии самого себя. За эту роль был удостоен первого «Золотого глобуса» в своей карьере.

## Биография
Мэтт Леблан родился 25 июля 1967 года в семье Пола Леблана и Пэт Гроссман. У Мэтта есть ирландские, немецкие, английские и французские корни со стороны отца и итальянские со стороны матери. В 1985 году Леблан окончил Северную Школу в городе Ньютон (Массачусетс). До этого он учился в школе Френка Эшли, находящейся в том же в городе. По окончании школы он поступил в Уэнтуортовский технический институт в Бостоне, но бросил его вскоре после начала второго семестра.

## Карьера
В конце 1980-х Леблан стал появляться в некоторых телевизионных рекламных роликах, включая рекламы таких известных брендов как Heinz, Levi’s и Coca-Cola. Мэтт рассказывал, как после съёмок только одного такого ролика мог позволить себе купить дом, машину, мотоцикл и полный шкаф одежды.

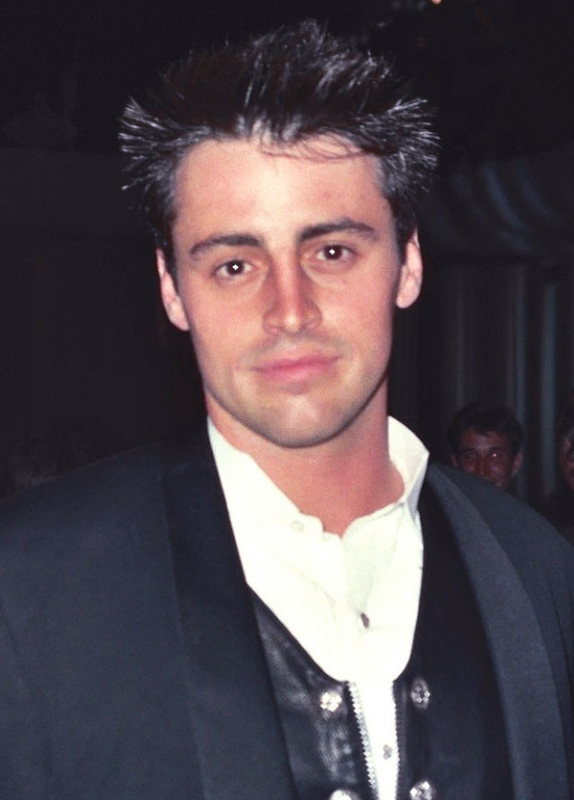
На премии «Эмми» в 1995 году

В 1988 году он получил свою первую роль в телевизионной драме «ТВ 101», которая снималась всего один сезон. Чуть позже Мэтт Леблан принял участие в съемках клипа Боба Сигера Night Moves, в 1990 году снимался в клипе Джона Бон Джови на саундтрек Miracle для фильма «Молодые стрелки 2». В 1991 году получил роль в клипе Аланис Мориссетт на сингл Walk Away, в котором исполнил роль парня певицы. В том же 1991 продолжил карьеру в сериале «Женаты… с детьми». Помимо этого Леблан появлялся в двух эпизодах сериала «Дневники Красной Туфельки».
В конце концов, в 1994 году, Мэтт Леблан получил роль Джоуи Триббиани в телесериале «Друзья». Он снимался в этой роли 10 сезонов в сериале «Друзья» и 2 сезона в его продолжении под названием «Джоуи». Когда Мэтт Леблан проходил прослушивание на роль Джоуи Триббиани, в кармане у него было 11 долларов. После того как актёры получили свой первый гонорар, Мэтт наконец-то смог купить себе горячий обед. «Друзья» стали чрезвычайно удачным проектом, и Леблан вместе со своими коллегами по съёмочной площадке заработал широкое признание среди телезрителей.
Другие самые заметные свои роли Мэтт Леблан сыграл в таких фильмах, как «Эд» (1996), «Затерянные в космосе» (1998), «Ангелы Чарли» (2000) и «Все мужчины королевы» (2001).
После закрытия «Джоуи» Леблан выступал в качестве продюсера в компании Fort Hill Productions, которую он организовал вместе с партнёром Джо Голдстоуном. Их компания являлась сопродюсером телевизионного фильма «Принц» в 2006 года.
В 2011 году Леблан снимается в новом сериале «Эпизоды», в котором играет вымышленную версию самого себя.
В 2012 году был приглашён в качестве гостя на британскую телепередачу Top Gear, проехав самый быстрый круг среди гостей.
В 2016 году Леблан становится новым ведущим автомобильного шоу Top Gear вместе с радиоведущим популярного утреннего шоу на BBC 2 Radio Крисом Эвансом. В мае 2018 года Леблан объявил, что завершает сотрудничество с Top Gear после съёмок сезона 2018 года.
В 2016—2020 годах играл главную роль в ситкоме CBS «Все схвачено».
21 февраля 2020 года телекомпания WarnerMedia объявила о запуске производства эпизода «Друзья: Воссоединение», в который вернулись все звездные актёры, включая Леблана.

## Личная жизнь
3 мая 2003 года Мэтт Леблан женился на Мелиссе Макнайт, с которой он встречался около шести лет. 8 февраля 2004 года у них родилась дочь Марина Пёрл Леблан. Девочке был поставлен диагноз редкой дисплазии, которое воздействует на её физические способности и вызывает эпилептические приступы. К счастью, уже к двум годам болезнь перестала проявляться. Также у Мэтта есть падчерица Жаклин и пасынок Тайлер, дети Мелиссы от предыдущего брака.
В августе 2005 Мэтт Леблан публично извинился перед женой за неподобающие отношения со стриптизёршей на каникулах в Британской Колумбии (Канада). Пара Мэтта и Мелиссы распалась 1 января 2006 и в марте того же года Леблан подал на развод, ссылаясь на непримиримые разногласия. Брак был расторгнут 6 октября 2006. После этого Леблан встречался с Андреа Андерс, актрисой из сериала «Джоуи». В январе 2015 года представители актёров заявили, что пара рассталась.

## Фильмография

### Кино и телевидение
| Год       |     | Русское название             | Оригинальное название           | Роль                           |
| --------- | --- | ---------------------------- | ------------------------------- | ------------------------------ |
| 1987      | кор | Кукольный день после полудня | Doll Day Afternoon              | Джи Ай Джо                     |
| 1988—1989 | с   | ТВ 101                       | TV 101                          | Чак Бендер                     |
| 1989      | с   | 10 из нас                    | Just the Ten of Us              | Тодд Мерфи                     |
| 1990      | тф  | Выжить                       | Anything to Survive             | Билли Бартон                   |
| 1990      | с   | Монстры                      | Monsters                        | Томми                          |
| 1991      | с   | Вершина кучи                 | Top of the Heap                 | Винни Вердуччи                 |
| 1991      | с   | Женаты… с детьми             | Married… with Children          | Винни Вердуччи                 |
| 1992      | с   | Винни и Бобби                | Vinnie & Bobby                  | Винни Вердуччи                 |
| 1992—1993 | с   | Дневники Красной Туфельки    | Red Shoe Diaries                | Джед Коди / Кайл               |
| 1993      | ф   | Ящик смерти                  | The Killing Box                 | Терхун                         |
| 1993      | с   | Класс 96                     | Class of ’96                    | Фрэнк Гудман                   |
| 1994      | ф   | Итальянская мафия            | Lookin’ Italian                 | Энтони Манетти                 |
| 1994      | с   | Мятежное шоссе               | Rebel Highway                   | Винс                           |
| 1994—2004 | с   | Друзья                       | Friends                         | Джоуи Триббиани                |
| 1996      | ф   | Эд                           | Ed                              | Джек «Дьюс» Купер              |
| 1998      | ф   | Затерянные в космосе         | Lost in Space                   | Дон Уэст                       |
| 2000      | ф   | Ангелы Чарли                 | Charlie’s Angels                | Джейсон                        |
| 2001      | ф   | Диверсанты                   | All the Queen’s Men             | О’Рурк                         |
| 2002      | ф   | Ангелы Чарли: Только вперёд  | Charlie’s Angels: Full Throttle | Джейсон                        |
| 2004—2006 | с   | Джоуи                        | Joey                            | Джоуи Триббиани                |
| 2011—2017 | с   | Эпизоды                      | Episodes                        | вымышленная версия самого себя |
| 2013      | с   | Интернет-терапия             | Web Therapy                     | Ник Джерико                    |
| 2014      | ф   | Больной от любви             | Lovesick                        | Чарли Дарби                    |
| 2016—2020 | с   | Всё схвачено                 | Man with a Plan                 | Адам Бернс                     |
| 2021      | ф   | Друзья: Воссоединение        | Friends: The Reunion            | камео                          |

### Музыкальные клипы
| Год  | Исполнитель                     | Название                   |
| ---- | ------------------------------- | -------------------------- |
| 1990 | Bon Jovi                        | «Miracle»                  |
| 1991 | Tom Petty and the Heartbreakers | «Into the Great Wide Open» |
| 1991 | Аланис Мориссетт                | «Walk Away»                |
| 1994 | Боб Сигер                       | «Night Moves»              |
| 1995 | The Rembrandts                  | «I’ll Be There for You»    |
| 2000 | Bon Jovi                        | «Say It Isn’t So»          |

## Награды и номинации
| Награда        | Год  | Категория                                                                    | Название работы | Результат |
| -------------- | ---- | ---------------------------------------------------------------------------- | --------------- | --------- |
| Золотой глобус | 2003 | Лучшая мужская роль в комедийном телесериале                                 | Друзья          | Номинация |
| Золотой глобус | 2004 | Лучшая мужская роль в комедийном телесериале                                 | Друзья          | Номинация |
| Золотой глобус | 2005 | Лучшая мужская роль в комедийном телесериале                                 | Джоуи           | Номинация |
| Золотой глобус | 2012 | Лучшая мужская роль в комедийном телесериале                                 | Эпизоды         | Победа    |
| Золотой глобус | 2013 | Лучшая мужская роль в комедийном телесериале                                 | Эпизоды         | Номинация |
| Эмми           | 2002 | Лучшая мужская роль в комедийной телесериале                                 | Друзья          | Номинация |
| Эмми           | 2003 | Лучшая мужская роль в комедийной телесериале                                 | Друзья          | Номинация |
| Эмми           | 2004 | Лучшая мужская роль в комедийной телесериале                                 | Друзья          | Номинация |
| Эмми           | 2011 | Лучшая мужская роль в комедийной телесериале                                 | Эпизоды         | Номинация |
| Эмми           | 2013 | Лучшая мужская роль в комедийной телесериале                                 | Эпизоды         | Номинация |
| Эмми           | 2014 | Лучшая мужская роль в комедийной телесериале                                 | Эпизоды         | Номинация |
| Эмми           | 2015 | Лучшая мужская роль в комедийной телесериале                                 | Эпизоды         | Номинация |
| Спутник        | 2003 | Лучшая мужская роль в комедийной телесериале                                 | Друзья          | Номинация |
| Спутник        | 2004 | Лучшая мужская роль второго плана в мини-сериале, телесериале или телефильме | Друзья          | Номинация |
| Спутник        | 2011 | Лучшая мужская роль в комедийной телесериале                                 | Эпизоды         | Номинация |